# Volta a Andalusia 2020
La Volta a Andalusia 2020 fou la 66a edició de la Volta a Andalusia. La cursa es disputà entre el 19 i el 23 de febrer de 2020, amb un recorregut de 686,6 km repartits entre un cinc etapes, la darrera d'elles contrarellotge individual. La cursa formava part de l'UCI ProSeries 2020, en la categoria 2.Pro.
El vencedor final fou el danès Jakob Fuglsang (Team Astana), que revalidà la victòria aconseguida el 2019. Fuglsang dominà la cursa des del primer dia i guanyà amb gairebé un minut sobre el seu immediat perseguidor Jack Haig (Mitchelton-Scott).

## Equips participants
En aquesta edició hi prendran part 21 equips:
| WorldTeams (8)- Astana - Lotto Soudal - Jumbo-Visma - Mitchelton-Scott - AG2R La Mondiale - UAE Team Emirates - Bahrain McLaren - Movistar Team ProTeams (12)- Riwal Readynez - Sport Vlaanderen-Baloise - Alpecin-Fenix - Gazprom-RusVelo - Burgos-BH - Euskaltel-Euskadi - B&B Hotels-Vital Concept p/b KTM - Circus-Wanty Gobert - Total Direct Énergie - Caja Rural-Seguros RGA - Arkéa-Samsic - Bingoal-Wallonie Bruxelles Equip continental- Equipo Kern Pharma |
| |

## Etapes
| Etapa    | Data      | Ciutats d'etapa                  | type                      | Distància (km) | Vencedor de l'etapa       | Líder de la general |
| -------- | --------- | -------------------------------- | ------------------------- | -------------- | ------------------------- | ------------------- |
| 1a etapa | 19 de feb | Alhaurín de la Torre – Grazalema | etapa de muntanya         | 173,8          | Jakob Fuglsang            | Jakob Fuglsang      |
| 2a etapa | 20 de feb | Sevilla – Iznájar                | etapa plana               | 198,1          | Gonzalo Serrano Rodríguez | Jakob Fuglsang      |
| 3a etapa | 21 de feb | Jaén – Úbeda                     | etapa de muntanya         | 175,9          | Jakob Fuglsang            | Jakob Fuglsang      |
| 4a etapa | 22 de feb | Villanueva Mesía – Granada       | etapa de mitja muntanya   | 120            | Jack Haig                 | Jakob Fuglsang      |
| 5a etapa | 23 de feb | Mijas – Mijas                    | contrarellotge individual | 13             | Dylan Teuns               | Jakob Fuglsang      |

### Etapa 1
| \| Classificació de l'etapa \| Classificació de l'etapa \| Classificació de l'etapa \| Classificació de l'etapa \| Classificació de l'etapa \| \| Corredor \| Corredor \| Equip \| Temps \| \| \| ------------------------ \| ----------------------------- \| ------------------------ \| ------------------------ \| ------------------------ \| \| 1r \| Jakob Fuglsang \| Astana \| 4h 41' 08" \| \| \| 2n \| Mikel Landa Meana \| Bahrain McLaren \| + 6" \| \| \| 3r \| Dylan Teuns \| Bahrain McLaren \| + 25" \| \| \| 4t \| Jack Haig \| Mitchelton-Scott \| + 27" \| \| \| 5è \| Peio Bilbao López de Armentia \| Bahrain McLaren \| + 27" \| \| \| 6è \| Ion Izagirre Insausti \| Astana \| + 30" \| \| \| 7è \| Chris Harper \| Jumbo-Visma \| + 54" \| \| \| 8è \| David de la Cruz Melgarejo \| UAE Team Emirates \| + 1' 03" \| \| \| 9è \| Harm Vanhoucke \| Lotto-Soudal \| + 1' 03" \| \| \| 10è \| Rubén Fernández Andújar \| Fundación-Orbea \| + 1' 07" \| \| |                               |                   |            |
| |                               |                   |            |
| |                               |                   |            |
| Classificació de l'etapa |                               |                   |            |
| Corredor | Corredor                      | Equip             | Temps      |
| 1r | Jakob Fuglsang                | Astana            | 4h 41' 08" |
| 2n | Mikel Landa Meana             | Bahrain McLaren   | + 6"       |
| 3r | Dylan Teuns                   | Bahrain McLaren   | + 25"      |
| 4t | Jack Haig                     | Mitchelton-Scott  | + 27"      |
| 5è | Peio Bilbao López de Armentia | Bahrain McLaren   | + 27"      |
| 6è | Ion Izagirre Insausti         | Astana            | + 30"      |
| 7è | Chris Harper                  | Jumbo-Visma       | + 54"      |
| 8è | David de la Cruz Melgarejo    | UAE Team Emirates | + 1' 03"   |
| 9è | Harm Vanhoucke                | Lotto-Soudal      | + 1' 03"   |
| 10è | Rubén Fernández Andújar       | Fundación-Orbea   | + 1' 07"   |

| \| Classificació general \| Classificació general \| Classificació general \| Classificació general \| Classificació general \| \| Corredor \| Corredor \| Equip \| Temps \| \| \| --------------------- \| ----------------------------- \| --------------------- \| --------------------- \| --------------------- \| \| 1r \| Jakob Fuglsang \| Astana \| 4h 41' 08" \| \| \| 2n \| Mikel Landa Meana \| Bahrain McLaren \| + 6" \| \| \| 3r \| Dylan Teuns \| Bahrain McLaren \| + 25" \| \| \| 4t \| Jack Haig \| Mitchelton-Scott \| + 27" \| \| \| 5è \| Peio Bilbao López de Armentia \| Bahrain McLaren \| + 27" \| \| \| 6è \| Ion Izagirre Insausti \| Astana \| + 30" \| \| \| 7è \| Chris Harper \| Jumbo-Visma \| + 54" \| \| \| 8è \| David de la Cruz Melgarejo \| UAE Team Emirates \| + 1' 03" \| \| \| 9è \| Harm Vanhoucke \| Lotto-Soudal \| + 1' 03" \| \| \| 10è \| Rubén Fernández Andújar \| Fundación-Orbea \| + 1' 07" \| \| |                               |                   |            |
| |                               |                   |            |
| |                               |                   |            |
| Classificació general |                               |                   |            |
| Corredor | Corredor                      | Equip             | Temps      |
| 1r | Jakob Fuglsang                | Astana            | 4h 41' 08" |
| 2n | Mikel Landa Meana             | Bahrain McLaren   | + 6"       |
| 3r | Dylan Teuns                   | Bahrain McLaren   | + 25"      |
| 4t | Jack Haig                     | Mitchelton-Scott  | + 27"      |
| 5è | Peio Bilbao López de Armentia | Bahrain McLaren   | + 27"      |
| 6è | Ion Izagirre Insausti         | Astana            | + 30"      |
| 7è | Chris Harper                  | Jumbo-Visma       | + 54"      |
| 8è | David de la Cruz Melgarejo    | UAE Team Emirates | + 1' 03"   |
| 9è | Harm Vanhoucke                | Lotto-Soudal      | + 1' 03"   |
| 10è | Rubén Fernández Andújar       | Fundación-Orbea   | + 1' 07"   |

### Etapa 2
| \| Classificació de l'etapa \| Classificació de l'etapa \| Classificació de l'etapa \| Classificació de l'etapa \| Classificació de l'etapa \| \| Corredor \| Corredor \| Equip \| Temps \| \| \| ------------------------ \| -------------------------- \| ------------------------ \| ------------------------ \| ------------------------ \| \| 1r \| Gonzalo Serrano Rodríguez \| Caja Rural-Seguros RGA \| 5h 07' 49" \| \| \| 2n \| Juan José Lobato del Valle \| Fundación-Orbea \| + 2" \| \| \| 3r \| Dylan Teuns \| Bahrain McLaren \| + 2" \| \| \| 4t \| Clément Venturini \| AG2R La Mondiale \| + 4" \| \| \| 5è \| Jack Haig \| Mitchelton-Scott \| + 4" \| \| \| 6è \| Jakob Fuglsang \| Astana \| + 4" \| \| \| 7è \| Edward Planckaert \| Sport Vlaanderen-Baloise \| + 4" \| \| \| 8è \| Ion Izagirre Insausti \| Astana \| + 4" \| \| \| 9è \| Andrea Pasqualon \| Circus-Wanty Gobert \| + 4" \| \| \| 10è \| Marc Soler i Giménez \| Movistar Team \| + 4" \| \| |                            |                          |            |
| |                            |                          |            |
| |                            |                          |            |
| Classificació de l'etapa |                            |                          |            |
| Corredor | Corredor                   | Equip                    | Temps      |
| 1r | Gonzalo Serrano Rodríguez  | Caja Rural-Seguros RGA   | 5h 07' 49" |
| 2n | Juan José Lobato del Valle | Fundación-Orbea          | + 2"       |
| 3r | Dylan Teuns                | Bahrain McLaren          | + 2"       |
| 4t | Clément Venturini          | AG2R La Mondiale         | + 4"       |
| 5è | Jack Haig                  | Mitchelton-Scott         | + 4"       |
| 6è | Jakob Fuglsang             | Astana                   | + 4"       |
| 7è | Edward Planckaert          | Sport Vlaanderen-Baloise | + 4"       |
| 8è | Ion Izagirre Insausti      | Astana                   | + 4"       |
| 9è | Andrea Pasqualon           | Circus-Wanty Gobert      | + 4"       |
| 10è | Marc Soler i Giménez       | Movistar Team            | + 4"       |

| \| Classificació general \| Classificació general \| Classificació general \| Classificació general \| Classificació general \| \| Corredor \| Corredor \| Equip \| Temps \| \| \| --------------------- \| ----------------------------- \| --------------------- \| --------------------- \| --------------------- \| \| 1r \| Jakob Fuglsang \| Astana \| 9h 49' 01" \| \| \| 2n \| Mikel Landa Meana \| Bahrain McLaren \| + 6" \| \| \| 3r \| Dylan Teuns \| Bahrain McLaren \| + 23" \| \| \| 4t \| Jack Haig \| Mitchelton-Scott \| + 27" \| \| \| 5è \| Ion Izagirre Insausti \| Astana \| + 30" \| \| \| 6è \| Peio Bilbao López de Armentia \| Bahrain McLaren \| + 30" \| \| \| 7è \| Chris Harper \| Jumbo-Visma \| + 1' 00" \| \| \| 8è \| Harm Vanhoucke \| Lotto-Soudal \| + 1' 09" \| \| \| 9è \| Rubén Fernández Andújar \| Fundación-Orbea \| + 1' 13" \| \| \| 10è \| David de la Cruz Melgarejo \| UAE Team Emirates \| + 1' 14" \| \| |                               |                   |            |
| |                               |                   |            |
| |                               |                   |            |
| Classificació general |                               |                   |            |
| Corredor | Corredor                      | Equip             | Temps      |
| 1r | Jakob Fuglsang                | Astana            | 9h 49' 01" |
| 2n | Mikel Landa Meana             | Bahrain McLaren   | + 6"       |
| 3r | Dylan Teuns                   | Bahrain McLaren   | + 23"      |
| 4t | Jack Haig                     | Mitchelton-Scott  | + 27"      |
| 5è | Ion Izagirre Insausti         | Astana            | + 30"      |
| 6è | Peio Bilbao López de Armentia | Bahrain McLaren   | + 30"      |
| 7è | Chris Harper                  | Jumbo-Visma       | + 1' 00"   |
| 8è | Harm Vanhoucke                | Lotto-Soudal      | + 1' 09"   |
| 9è | Rubén Fernández Andújar       | Fundación-Orbea   | + 1' 13"   |
| 10è | David de la Cruz Melgarejo    | UAE Team Emirates | + 1' 14"   |

### Etapa 3
| \| Classificació de l'etapa \| Classificació de l'etapa \| Classificació de l'etapa \| Classificació de l'etapa \| Classificació de l'etapa \| \| Corredor \| Corredor \| Equip \| Temps \| \| \| ------------------------ \| ----------------------------- \| ------------------------ \| ------------------------ \| ------------------------ \| \| 1r \| Jakob Fuglsang \| Astana \| 4h 33' 25" \| \| \| 2n \| Peio Bilbao López de Armentia \| Bahrain McLaren \| + 0" \| \| \| 3r \| Brandon McNulty \| UAE Team Emirates \| + 1" \| \| \| 4t \| Ion Izagirre Insausti \| Astana \| + 4" \| \| \| 5è \| Marc Soler i Giménez \| Movistar Team \| + 6" \| \| \| 6è \| Dylan Teuns \| Bahrain McLaren \| + 8" \| \| \| 7è \| Jack Haig \| Mitchelton-Scott \| + 8" \| \| \| 8è \| Mikel Landa Meana \| Bahrain McLaren \| + 8" \| \| \| 9è \| Antwan Tolhoek \| Jumbo-Visma \| + 13" \| \| \| 10è \| Maurits Lammertink \| Circus-Wanty Gobert \| + 26" \| \| |                               |                     |            |
| |                               |                     |            |
| |                               |                     |            |
| Classificació de l'etapa |                               |                     |            |
| Corredor | Corredor                      | Equip               | Temps      |
| 1r | Jakob Fuglsang                | Astana              | 4h 33' 25" |
| 2n | Peio Bilbao López de Armentia | Bahrain McLaren     | + 0"       |
| 3r | Brandon McNulty               | UAE Team Emirates   | + 1"       |
| 4t | Ion Izagirre Insausti         | Astana              | + 4"       |
| 5è | Marc Soler i Giménez          | Movistar Team       | + 6"       |
| 6è | Dylan Teuns                   | Bahrain McLaren     | + 8"       |
| 7è | Jack Haig                     | Mitchelton-Scott    | + 8"       |
| 8è | Mikel Landa Meana             | Bahrain McLaren     | + 8"       |
| 9è | Antwan Tolhoek                | Jumbo-Visma         | + 13"      |
| 10è | Maurits Lammertink            | Circus-Wanty Gobert | + 26"      |

| \| Classificació general \| Classificació general \| Classificació general \| Classificació general \| Classificació general \| \| Corredor \| Corredor \| Equip \| Temps \| \| \| --------------------- \| ----------------------------- \| --------------------- \| --------------------- \| --------------------- \| \| 1r \| Jakob Fuglsang \| Astana \| 14h 22' 26" \| \| \| 2n \| Mikel Landa Meana \| Bahrain McLaren \| + 14" \| \| \| 3r \| Peio Bilbao López de Armentia \| Bahrain McLaren \| + 30" \| \| \| 4t \| Dylan Teuns \| Bahrain McLaren \| + 31" \| \| \| 5è \| Ion Izagirre Insausti \| Astana \| + 34" \| \| \| 6è \| Jack Haig \| Mitchelton-Scott \| + 35" \| \| \| 7è \| Chris Harper \| Jumbo-Visma \| + 1' 23" \| \| \| 8è \| Marc Soler i Giménez \| Movistar Team \| + 1' 27" \| \| \| 9è \| Rubén Fernández Andújar \| Fundación-Orbea \| + 1' 36" \| \| \| 10è \| Harm Vanhoucke \| Lotto-Soudal \| + 1' 36" \| \| |                               |                  |             |
| |                               |                  |             |
| |                               |                  |             |
| Classificació general |                               |                  |             |
| Corredor | Corredor                      | Equip            | Temps       |
| 1r | Jakob Fuglsang                | Astana           | 14h 22' 26" |
| 2n | Mikel Landa Meana             | Bahrain McLaren  | + 14"       |
| 3r | Peio Bilbao López de Armentia | Bahrain McLaren  | + 30"       |
| 4t | Dylan Teuns                   | Bahrain McLaren  | + 31"       |
| 5è | Ion Izagirre Insausti         | Astana           | + 34"       |
| 6è | Jack Haig                     | Mitchelton-Scott | + 35"       |
| 7è | Chris Harper                  | Jumbo-Visma      | + 1' 23"    |
| 8è | Marc Soler i Giménez          | Movistar Team    | + 1' 27"    |
| 9è | Rubén Fernández Andújar       | Fundación-Orbea  | + 1' 36"    |
| 10è | Harm Vanhoucke                | Lotto-Soudal     | + 1' 36"    |

### Etapa 4
| \| Classificació de l'etapa \| Classificació de l'etapa \| Classificació de l'etapa \| Classificació de l'etapa \| Classificació de l'etapa \| \| Corredor \| Corredor \| Equip \| Temps \| \| \| ------------------------ \| ------------------------ \| ------------------------ \| ------------------------ \| ------------------------ \| \| 1r \| Jack Haig \| Mitchelton-Scott \| 3h 07' 35" \| \| \| 2n \| Jakob Fuglsang \| Astana \| + 0" \| \| \| 3r \| Mikel Landa Meana \| Bahrain McLaren \| + 0" \| \| \| 4t \| Brandon McNulty \| UAE Team Emirates \| + 27" \| \| \| 5è \| Ion Izagirre Insausti \| Astana \| + 27" \| \| \| 6è \| Dylan Teuns \| Bahrain McLaren \| + 1' 14" \| \| \| 7è \| Marc Soler i Giménez \| Movistar Team \| + 1' 14" \| \| \| 8è \| Álvaro Cuadros \| Caja Rural-Seguros RGA \| + 1' 14" \| \| \| 9è \| Harm Vanhoucke \| Lotto-Soudal \| + 1' 14" \| \| \| 10è \| Andrei Zeits \| Mitchelton-Scott \| + 1' 14" \| \| |                       |                        |            |
| |                       |                        |            |
| |                       |                        |            |
| Classificació de l'etapa |                       |                        |            |
| Corredor | Corredor              | Equip                  | Temps      |
| 1r | Jack Haig             | Mitchelton-Scott       | 3h 07' 35" |
| 2n | Jakob Fuglsang        | Astana                 | + 0"       |
| 3r | Mikel Landa Meana     | Bahrain McLaren        | + 0"       |
| 4t | Brandon McNulty       | UAE Team Emirates      | + 27"      |
| 5è | Ion Izagirre Insausti | Astana                 | + 27"      |
| 6è | Dylan Teuns           | Bahrain McLaren        | + 1' 14"   |
| 7è | Marc Soler i Giménez  | Movistar Team          | + 1' 14"   |
| 8è | Álvaro Cuadros        | Caja Rural-Seguros RGA | + 1' 14"   |
| 9è | Harm Vanhoucke        | Lotto-Soudal           | + 1' 14"   |
| 10è | Andrei Zeits          | Mitchelton-Scott       | + 1' 14"   |

| \| Classificació general \| Classificació general \| Classificació general \| Classificació general \| Classificació general \| \| Corredor \| Corredor \| Equip \| Temps \| \| \| --------------------- \| ----------------------------- \| --------------------- \| --------------------- \| --------------------- \| \| 1r \| Jakob Fuglsang \| Astana \| 17h 30' 01" \| \| \| 2n \| Mikel Landa Meana \| Bahrain McLaren \| + 14" \| \| \| 3r \| Jack Haig \| Mitchelton-Scott \| + 35" \| \| \| 4t \| Ion Izagirre Insausti \| Astana \| + 1' 01" \| \| \| 5è \| Peio Bilbao López de Armentia \| Bahrain McLaren \| + 1' 44" \| \| \| 6è \| Dylan Teuns \| Bahrain McLaren \| + 1' 45" \| \| \| 7è \| Marc Soler i Giménez \| Movistar Team \| + 2' 41" \| \| \| 8è \| Rubén Fernández Andújar \| Fundación-Orbea \| + 2' 50" \| \| \| 9è \| Harm Vanhoucke \| Lotto-Soudal \| + 2' 50" \| \| \| 10è \| Brandon McNulty \| UAE Team Emirates \| + 2' 59" \| \| |                               |                   |             |
| |                               |                   |             |
| |                               |                   |             |
| Classificació general |                               |                   |             |
| Corredor | Corredor                      | Equip             | Temps       |
| 1r | Jakob Fuglsang                | Astana            | 17h 30' 01" |
| 2n | Mikel Landa Meana             | Bahrain McLaren   | + 14"       |
| 3r | Jack Haig                     | Mitchelton-Scott  | + 35"       |
| 4t | Ion Izagirre Insausti         | Astana            | + 1' 01"    |
| 5è | Peio Bilbao López de Armentia | Bahrain McLaren   | + 1' 44"    |
| 6è | Dylan Teuns                   | Bahrain McLaren   | + 1' 45"    |
| 7è | Marc Soler i Giménez          | Movistar Team     | + 2' 41"    |
| 8è | Rubén Fernández Andújar       | Fundación-Orbea   | + 2' 50"    |
| 9è | Harm Vanhoucke                | Lotto-Soudal      | + 2' 50"    |
| 10è | Brandon McNulty               | UAE Team Emirates | + 2' 59"    |

### Etapa 5
| \| Classificació de l'etapa \| Classificació de l'etapa \| Classificació de l'etapa \| Classificació de l'etapa \| Classificació de l'etapa \| \| Corredor \| Corredor \| Equip \| Temps \| \| \| ------------------------ \| ----------------------------- \| ------------------------ \| ------------------------ \| ------------------------ \| \| 1r \| Dylan Teuns \| Bahrain McLaren \| 17' 57" \| \| \| 2n \| Jakob Fuglsang \| Astana \| + 17' 57" \| \| \| 3r \| Alexander Edmondson \| Mitchelton-Scott \| + 2" \| \| \| 4t \| Peio Bilbao López de Armentia \| Bahrain McLaren \| + 3" \| \| \| 5è \| Brandon McNulty \| UAE Team Emirates \| + 9" \| \| \| 6è \| Ion Izagirre Insausti \| Astana \| + 17" \| \| \| 7è \| Jack Haig \| Mitchelton-Scott \| + 24" \| \| \| 8è \| Chris Harper \| Jumbo-Visma \| + 31" \| \| \| 9è \| Nélson Oliveira \| Movistar Team \| + 32" \| \| \| 10è \| Sonny Colbrelli \| Bahrain McLaren \| + 33" \| \| |                               |                   |           |
| |                               |                   |           |
| |                               |                   |           |
| Classificació de l'etapa |                               |                   |           |
| Corredor | Corredor                      | Equip             | Temps     |
| 1r | Dylan Teuns                   | Bahrain McLaren   | 17' 57"   |
| 2n | Jakob Fuglsang                | Astana            | + 17' 57" |
| 3r | Alexander Edmondson           | Mitchelton-Scott  | + 2"      |
| 4t | Peio Bilbao López de Armentia | Bahrain McLaren   | + 3"      |
| 5è | Brandon McNulty               | UAE Team Emirates | + 9"      |
| 6è | Ion Izagirre Insausti         | Astana            | + 17"     |
| 7è | Jack Haig                     | Mitchelton-Scott  | + 24"     |
| 8è | Chris Harper                  | Jumbo-Visma       | + 31"     |
| 9è | Nélson Oliveira               | Movistar Team     | + 32"     |
| 10è | Sonny Colbrelli               | Bahrain McLaren   | + 33"     |

## Classificacions finals

### Classificació final
| \| Classificació general \| Classificació general \| Classificació general \| Classificació general \| Classificació general \| \| Corredor \| Corredor \| Equip \| Temps \| \| \| --------------------- \| ----------------------------- \| --------------------- \| --------------------- \| --------------------- \| \| 1r \| Jakob Fuglsang \| Astana \| 17h 47' 58" \| \| \| 2n \| Jack Haig \| Mitchelton-Scott \| + 59" \| \| \| 3r \| Mikel Landa Meana \| Bahrain McLaren \| + 1' 12" \| \| \| 4t \| Ion Izagirre Insausti \| Astana \| + 1' 18" \| \| \| 5è \| Dylan Teuns \| Bahrain McLaren \| + 1' 45" \| \| \| 6è \| Peio Bilbao López de Armentia \| Bahrain McLaren \| + 1' 47" \| \| \| 7è \| Brandon McNulty \| UAE Team Emirates \| + 3' 08" \| \| \| 8è \| Marc Soler i Giménez \| Movistar Team \| + 3' 21" \| \| \| 9è \| Rubén Fernández Andújar \| Fundación-Orbea \| + 3' 33" \| \| \| 10è \| Harm Vanhoucke \| Lotto-Soudal \| + 4' 12" \| \| |                               |                   |             |
| |                               |                   |             |
| Font: ProCyclingStats |                               |                   |             |
| Classificació general |                               |                   |             |
| Corredor | Corredor                      | Equip             | Temps       |
| 1r | Jakob Fuglsang                | Astana            | 17h 47' 58" |
| 2n | Jack Haig                     | Mitchelton-Scott  | + 59"       |
| 3r | Mikel Landa Meana             | Bahrain McLaren   | + 1' 12"    |
| 4t | Ion Izagirre Insausti         | Astana            | + 1' 18"    |
| 5è | Dylan Teuns                   | Bahrain McLaren   | + 1' 45"    |
| 6è | Peio Bilbao López de Armentia | Bahrain McLaren   | + 1' 47"    |
| 7è | Brandon McNulty               | UAE Team Emirates | + 3' 08"    |
| 8è | Marc Soler i Giménez          | Movistar Team     | + 3' 21"    |
| 9è | Rubén Fernández Andújar       | Fundación-Orbea   | + 3' 33"    |
| 10è | Harm Vanhoucke                | Lotto-Soudal      | + 4' 12"    |

### Classificacions secundàries
| Classificació per punts | Classificació per punts       | Classificació per punts | Classificació per punts | Classificació per punts |
| Corredor                | Corredor                      | Equip                   | Punts                   |                         |
| ----------------------- | ----------------------------- | ----------------------- | ----------------------- | ----------------------- |
| 1r                      | Jakob Fuglsang                | Astana                  | 100 pts                 |                         |
| 2n                      | Dylan Teuns                   | Bahrain McLaren         | 77 pts                  |                         |
| 3r                      | Jack Haig                     | Mitchelton-Scott        | 69 pts                  |                         |
| 4t                      | Ion Izagirre Insausti         | Astana                  | 54 pts                  |                         |
| 5è                      | Peio Bilbao López de Armentia | Bahrain McLaren         | 54 pts                  |                         |
| 6è                      | Mikel Landa Meana             | Bahrain McLaren         | 48 pts                  |                         |
| 7è                      | Brandon McNulty               | UAE Team Emirates       | 42 pts                  |                         |
| 8è                      | Marc Soler i Giménez          | Movistar Team           | 34 pts                  |                         |
| 9è                      | Gonzalo Serrano Rodríguez     | Caja Rural-Seguros RGA  | 25 pts                  |                         |
| 10è                     | Juan José Lobato del Valle    | Fundación-Orbea         | 20 pts                  |                         |

| Classificació per punts | Classificació per punts       | Classificació per punts | Classificació per punts | Classificació per punts |
| Corredor                | Corredor                      | Equip                   | Punts                   |                         |
| ----------------------- | ----------------------------- | ----------------------- | ----------------------- | ----------------------- |
| 1r                      | Jakob Fuglsang                | Astana                  | 100 pts                 |                         |
| 2n                      | Dylan Teuns                   | Bahrain McLaren         | 77 pts                  |                         |
| 3r                      | Jack Haig                     | Mitchelton-Scott        | 69 pts                  |                         |
| 4t                      | Ion Izagirre Insausti         | Astana                  | 54 pts                  |                         |
| 5è                      | Peio Bilbao López de Armentia | Bahrain McLaren         | 54 pts                  |                         |
| 6è                      | Mikel Landa Meana             | Bahrain McLaren         | 48 pts                  |                         |
| 7è                      | Brandon McNulty               | UAE Team Emirates       | 42 pts                  |                         |
| 8è                      | Marc Soler i Giménez          | Movistar Team           | 34 pts                  |                         |
| 9è                      | Gonzalo Serrano Rodríguez     | Caja Rural-Seguros RGA  | 25 pts                  |                         |
| 10è                     | Juan José Lobato del Valle    | Fundación-Orbea         | 20 pts                  |                         |

| Classificació de la muntanya | Classificació de la muntanya | Classificació de la muntanya | Classificació de la muntanya | Classificació de la muntanya |
| Corredor                     | Corredor                     | Equip                        | Punts                        |                              |
| ---------------------------- | ---------------------------- | ---------------------------- | ---------------------------- | ---------------------------- |
| 1r                           | Floris De Tier               | Alpecin-Fenix                | 32 pts                       |                              |
| 2n                           | Mikel Bizkarra Etxegibel     | Fundación-Orbea              | 20 pts                       |                              |
| 3r                           | Jakob Fuglsang               | Astana                       | 16 pts                       |                              |
| 4t                           | Jack Haig                    | Mitchelton-Scott             | 16 pts                       |                              |
| 5è                           | Mikel Landa Meana            | Bahrain McLaren              | 16 pts                       |                              |
| 6è                           | Maurits Lammertink           | Circus-Wanty Gobert          | 10 pts                       |                              |
| 7è                           | Carmelo Urbano               | Caja Rural-Seguros RGA       | 9 pts                        |                              |
| 8è                           | Enric Mas Nicolau            | Movistar Team                | 9 pts                        |                              |
| 9è                           | Lennard Hofstede             | Jumbo-Visma                  | 8 pts                        |                              |
| 10è                          | Jérôme Cousin                | Total Direct Énergie         | 6 pts                        |                              |

| Classificació de la muntanya | Classificació de la muntanya | Classificació de la muntanya | Classificació de la muntanya | Classificació de la muntanya |
| Corredor                     | Corredor                     | Equip                        | Punts                        |                              |
| ---------------------------- | ---------------------------- | ---------------------------- | ---------------------------- | ---------------------------- |
| 1r                           | Floris De Tier               | Alpecin-Fenix                | 32 pts                       |                              |
| 2n                           | Mikel Bizkarra Etxegibel     | Fundación-Orbea              | 20 pts                       |                              |
| 3r                           | Jakob Fuglsang               | Astana                       | 16 pts                       |                              |
| 4t                           | Jack Haig                    | Mitchelton-Scott             | 16 pts                       |                              |
| 5è                           | Mikel Landa Meana            | Bahrain McLaren              | 16 pts                       |                              |
| 6è                           | Maurits Lammertink           | Circus-Wanty Gobert          | 10 pts                       |                              |
| 7è                           | Carmelo Urbano               | Caja Rural-Seguros RGA       | 9 pts                        |                              |
| 8è                           | Enric Mas Nicolau            | Movistar Team                | 9 pts                        |                              |
| 9è                           | Lennard Hofstede             | Jumbo-Visma                  | 8 pts                        |                              |
| 10è                          | Jérôme Cousin                | Total Direct Énergie         | 6 pts                        |                              |

| Classificació dels esprints | Classificació dels esprints | Classificació dels esprints | Classificació dels esprints | Classificació dels esprints |
| Corredor                    | Corredor                    | Equip                       | Punts                       |                             |
| --------------------------- | --------------------------- | --------------------------- | --------------------------- | --------------------------- |
| 1r                          | Loïc Vliegen                | Circus-Wanty Gobert         | 8 pts                       |                             |
| 2n                          | Carmelo Urbano              | Caja Rural-Seguros RGA      | 6 pts                       |                             |
| 3r                          | Ángel Madrazo Ruiz          | Burgos-BH                   | 3 pts                       |                             |
| 4t                          | Jérôme Cousin               | Total Direct Énergie        | 3 pts                       |                             |
| 5è                          | Louis Vervaeke              | Alpecin-Fenix               | 2 pts                       |                             |
| 6è                          | Jimmy Janssens              | Alpecin-Fenix               | 2 pts                       |                             |
| 7è                          | Sonny Colbrelli             | Bahrain McLaren             | 2 pts                       |                             |
| 8è                          | Lennard Hofstede            | Jumbo-Visma                 | 2 pts                       |                             |
| 9è                          | Matthew Holmes              | Lotto-Soudal                | 2 pts                       |                             |
| 10è                         | Floris De Tier              | Alpecin-Fenix               | 1 pt                        |                             |

| Classificació dels esprints | Classificació dels esprints | Classificació dels esprints | Classificació dels esprints | Classificació dels esprints |
| Corredor                    | Corredor                    | Equip                       | Punts                       |                             |
| --------------------------- | --------------------------- | --------------------------- | --------------------------- | --------------------------- |
| 1r                          | Loïc Vliegen                | Circus-Wanty Gobert         | 8 pts                       |                             |
| 2n                          | Carmelo Urbano              | Caja Rural-Seguros RGA      | 6 pts                       |                             |
| 3r                          | Ángel Madrazo Ruiz          | Burgos-BH                   | 3 pts                       |                             |
| 4t                          | Jérôme Cousin               | Total Direct Énergie        | 3 pts                       |                             |
| 5è                          | Louis Vervaeke              | Alpecin-Fenix               | 2 pts                       |                             |
| 6è                          | Jimmy Janssens              | Alpecin-Fenix               | 2 pts                       |                             |
| 7è                          | Sonny Colbrelli             | Bahrain McLaren             | 2 pts                       |                             |
| 8è                          | Lennard Hofstede            | Jumbo-Visma                 | 2 pts                       |                             |
| 9è                          | Matthew Holmes              | Lotto-Soudal                | 2 pts                       |                             |
| 10è                         | Floris De Tier              | Alpecin-Fenix               | 1 pt                        |                             |

| Classificació per equips | Classificació per equips | Classificació per equips | Classificació per equips |
| Equip                    | Equip                    | Temps                    |                          |
| ------------------------ | ------------------------ | ------------------------ | ------------------------ |
| 1r                       | Bahrain McLaren          | 53h 28' 13"              |                          |
| 2n                       | Mitchelton-Scott         | + 4' 38"                 |                          |
| 3r                       | Astana                   | + 12' 18"                |                          |
| 4t                       | Movistar Team            | + 15' 44"                |                          |
| 5è                       | Euskaltel-Euskadi        | + 16' 54"                |                          |
| 6è                       | UAE Team Emirates        | + 24' 52"                |                          |
| 7è                       | Lotto Soudal             | + 29' 29"                |                          |
| 8è                       | Jumbo-Visma              | + 31' 28"                |                          |
| 9è                       | Equipo Kern Pharma       | + 36' 52"                |                          |
| 10è                      | Caja Rural-Seguros RGA   | + 39' 06"                |                          |

| Classificació per equips | Classificació per equips | Classificació per equips | Classificació per equips |
| Equip                    | Equip                    | Temps                    |                          |
| ------------------------ | ------------------------ | ------------------------ | ------------------------ |
| 1r                       | Bahrain McLaren          | 53h 28' 13"              |                          |
| 2n                       | Mitchelton-Scott         | + 4' 38"                 |                          |
| 3r                       | Astana                   | + 12' 18"                |                          |
| 4t                       | Movistar Team            | + 15' 44"                |                          |
| 5è                       | Euskaltel-Euskadi        | + 16' 54"                |                          |
| 6è                       | UAE Team Emirates        | + 24' 52"                |                          |
| 7è                       | Lotto Soudal             | + 29' 29"                |                          |
| 8è                       | Jumbo-Visma              | + 31' 28"                |                          |
| 9è                       | Equipo Kern Pharma       | + 36' 52"                |                          |
| 10è                      | Caja Rural-Seguros RGA   | + 39' 06"                |                          |

## Evolució de les classificacions
| Etapa                  | Vencedor               | Classificació general | Classificació de la muntanya | Classificació per punts | Classificació de les metes volants | Classificació per equips |
| ---------------------- | ---------------------- | --------------------- | ---------------------------- | ----------------------- | ---------------------------------- | ------------------------ |
| 1                      | Jakob Fuglsang         | Jakob Fuglsang        | Jakob Fuglsang               | Jakob Fuglsang          | Carmelo Urbano                     | Bahrain-McLaren          |
| 2                      | Gonzalo Serrano        | Jakob Fuglsang        | Jakob Fuglsang               | Jakob Fuglsang          | Carmelo Urbano                     | Bahrain-McLaren          |
| 3                      | Jakob Fuglsang         | Jakob Fuglsang        | Jakob Fuglsang               | Floris De Tier          | Loïc Vliegen                       | Bahrain-McLaren          |
| 4                      | Jack Haig              | Jakob Fuglsang        | Jakob Fuglsang               | Floris De Tier          | Loïc Vliegen                       | Bahrain-McLaren          |
| 5                      | Dylan Teuns            | Jakob Fuglsang        | Jakob Fuglsang               | Floris De Tier          | Loïc Vliegen                       | Bahrain-McLaren          |
| Classificacions finals | Classificacions finals | Jakob Fuglsang        | Jakob Fuglsang               | Floris De Tier          | Loïc Vliegen                       | Bahrain-McLaren          |

## Llista de participants
| Astana AST | Astana AST                  | Astana AST |
| ---------- | --------------------------- | ---------- |
| Núm        | Ciclista                    | Pos        |
| 1          | Jakob Fuglsang (DEN)        | 1r         |
| 2          | Ion Izagirre Insausti (ESP) | 4t         |
| 3          | Dmitri Grúzdev (KAZ)        | 124è       |
| 4          | Hugo Houle (CAN)            | 84è        |
| 5          | Vadim Pronskiy (KAZ)        | 30è        |
| 6          | Danil Fominikh (KAZ)        | NP-1       |
| 7          | Nikita Stalnow (KAZ)        | 121è       |

| Jumbo-Visma TJV | Jumbo-Visma TJV          | Jumbo-Visma TJV |
| --------------- | ------------------------ | --------------- |
| Núm             | Ciclista                 | Pos             |
| 11              | Antwan Tolhoek (NED)     | 12è             |
| 12              | Chris Harper (AUS)       | 14è             |
| 13              | Lennard Hofstede (NED)   | 88è             |
| 14              | Taco van der Hoorn (NED) | 92è             |
| 15              | Paul Martens (GER)       | 54è             |
| 16              | Bert-Jan Lindeman (NED)  | 97è             |
| 17              | Tom Leezer (NED)         | NP-5            |

| Mitchelton-Scott MTS | Mitchelton-Scott MTS        | Mitchelton-Scott MTS |
| -------------------- | --------------------------- | -------------------- |
| Núm                  | Ciclista                    | Pos                  |
| 21                   | Jack Haig (AUS)             | 2n                   |
| 22                   | Mikel Nieve Iturralde (ESP) | 13è                  |
| 23                   | Edoardo Affini (ITA)        | 87è                  |
| 24                   | Alexander Edmondson (AUS)   | 80è                  |
| 25                   | Brent Bookwalter (USA)      | 16è                  |
| 26                   | Andrei Zeits (KAZ)          | 11è                  |
| 27                   | Alexander Konychev (ITA)    | 105è                 |

| Movistar Team MOV | Movistar Team MOV           | Movistar Team MOV |
| ----------------- | --------------------------- | ----------------- |
| Núm               | Ciclista                    | Pos               |
| 31                | Marc Soler i Giménez (ESP)  | 8è                |
| 32                | Enric Mas Nicolau (ESP)     | 20è               |
| 33                | Nélson Oliveira (POR)       | 64è               |
| 34                | Antonio Pedrero López (ESP) | 26è               |
| 35                | Jorge Arcas (ESP)           | 46è               |
| 36                | Jürgen Roelandts (BEL)      | 101è              |
| 37                | Sebastián Mora Vedri (ESP)  | 111è              |

| Lotto-Soudal LTS | Lotto-Soudal LTS        | Lotto-Soudal LTS |
| ---------------- | ----------------------- | ---------------- |
| Núm              | Ciclista                | Pos              |
| 41               | Tomasz Marczyński (POL) | 59è              |
| 42               | Sander Armée (BEL)      | 17è              |
| 43               | Matthew Holmes (GBR)    | 114è             |
| 44               | Kobe Goossens (BEL)     | 75è              |
| 45               | Stefano Oldani (ITA)    | 82è              |
| 46               | Harm Vanhoucke (BEL)    | 10è              |
| 47               | Brian van Goethem (NED) | 72è              |

| Bahrain McLaren TBM | Bahrain McLaren TBM                 | Bahrain McLaren TBM |
| ------------------- | ----------------------------------- | ------------------- |
| Núm                 | Ciclista                            | Pos                 |
| 51                  | Mikel Landa Meana (ESP)             | 3r                  |
| 52                  | Peio Bilbao López de Armentia (ESP) | 6è                  |
| 53                  | Mark Padun (UKR)                    | 117è                |
| 54                  | Damiano Caruso (ITA)                | 29è                 |
| 55                  | Sonny Colbrelli (ITA)               | 70è                 |
| 56                  | Matej Mohorič (SLO)                 | 73è                 |
| 57                  | Dylan Teuns (BEL)                   | 5è                  |

| AG2R La Mondiale ALM | AG2R La Mondiale ALM    | AG2R La Mondiale ALM |
| -------------------- | ----------------------- | -------------------- |
| Núm                  | Ciclista                | Pos                  |
| 61                   | Silvan Dillier (SUI)    | 18è                  |
| 62                   | Lawrence Naesen (BEL)   | 79è                  |
| 63                   | Alexis Gougeard (FRA)   | 91è                  |
| 64                   | Oliver Naesen (BEL)     | 32è                  |
| 65                   | Stijn Vandenbergh (BEL) | DNF-3                |
| 66                   | Clément Venturini (FRA) | 48è                  |

| UAE Team Emirates UAD | UAE Team Emirates UAD            | UAE Team Emirates UAD |
| --------------------- | -------------------------------- | --------------------- |
| Núm                   | Ciclista                         | Pos                   |
| 71                    | David de la Cruz Melgarejo (ESP) | DNF-4                 |
| 72                    | Alessandro Covi (ITA)            | 51è                   |
| 73                    | Valerio Conti (ITA)              | 61è                   |
| 74                    | Brandon McNulty (USA)            | 7è                    |
| 75                    | Vegard Stake Laengen (NOR)       | 76è                   |
| 76                    | Yousef Mirza Bani Hammad (UAE)   | NP-1                  |
| 77                    | Edward Ravasi (ITA)              | 24è                   |

| Circus-Wanty Gobert CWG | Circus-Wanty Gobert CWG  | Circus-Wanty Gobert CWG |
| ----------------------- | ------------------------ | ----------------------- |
| Núm                     | Ciclista                 | Pos                     |
| 81                      | Jan Bakelants (BEL)      | 23è                     |
| 82                      | Loïc Vliegen (BEL)       | 71è                     |
| 83                      | Yoann Offredo (FRA)      | DNF-1                   |
| 84                      | Maurits Lammertink (NED) | 42è                     |
| 85                      | Andrea Pasqualon (ITA)   | 65è                     |
| 86                      | Jeremy Bellicaud (FRA)   | DNF-2                   |
| 87                      | Jasper De Plus (BEL)     | DNF-1                   |

| Total Direct Énergie TDE | Total Direct Énergie TDE | Total Direct Énergie TDE |
| ------------------------ | ------------------------ | ------------------------ |
| Núm                      | Ciclista                 | Pos                      |
| 91                       | Niki Terpstra (NED)      | 107è                     |
| 92                       | Romain Sicard (FRA)      | 35è                      |
| 93                       | Julien Simon (FRA)       | 37è                      |
| 94                       | Jérôme Cousin (FRA)      | 118è                     |
| 95                       | Damien Gaudin (FRA)      | 123è                     |
| 96                       | Adrien Petit (FRA)       | 122è                     |
| 97                       | Dries Van Gestel (BEL)   | 77è                      |

| Caja Rural-Seguros RGA CJR | Caja Rural-Seguros RGA CJR      | Caja Rural-Seguros RGA CJR |
| -------------------------- | ------------------------------- | -------------------------- |
| Núm                        | Ciclista                        | Pos                        |
| 101                        | Carmelo Urbano (ESP)            | 127è                       |
| 102                        | Joel Nicolau Beltran (ESP)      | DNF-4                      |
| 103                        | Orluis Aular Sanabria (VEN)     | 50è                        |
| 104                        | Álvaro Cuadros (ESP)            | 21è                        |
| 105                        | Gonzalo Serrano Rodríguez (ESP) | 45è                        |
| 106                        | Sergio Martín (ESP)             | 89è                        |
| 107                        | Jefferson Cepeda (ECU)          | 44è                        |

| B&B Hotels-Vital Concept p/b KTM BVC | B&B Hotels-Vital Concept p/b KTM BVC | B&B Hotels-Vital Concept p/b KTM BVC |
| ------------------------------------ | ------------------------------------ | ------------------------------------ |
| Núm                                  | Ciclista                             | Pos                                  |
| 111                                  | Bryan Coquard (FRA)                  | 94è                                  |
| 112                                  | Kris Boeckmans (BEL)                 | DNF-3                                |
| 113                                  | Jens Debusschere (BEL)               | 112è                                 |
| 114                                  | Julien Morice (FRA)                  | 125è                                 |
| 115                                  | Kévin Réza (FRA)                     | 120è                                 |
| 116                                  | Sebastian Schönberger (AUT)          | 28è                                  |
| 117                                  | Jonas Van Genechten (BEL)            | 126è                                 |

| Alpecin-Fenix AFC | Alpecin-Fenix AFC       | Alpecin-Fenix AFC |
| ----------------- | ----------------------- | ----------------- |
| Núm               | Ciclista                | Pos               |
| 121               | Floris De Tier (BEL)    | 34è               |
| 122               | Petr Vakoč (CZE)        | 68è               |
| 123               | Jimmy Janssens (BEL)    | 39è               |
| 124               | Scott Thwaites (GBR)    | 90è               |
| 125               | Louis Vervaeke (BEL)    | 36è               |
| 126               | Philipp Walsleben (GER) | DNF-3             |
| 127               | Oscar Riesebeek (NED)   | 74è               |

| Fundación-Orbea FOR | Fundación-Orbea FOR              | Fundación-Orbea FOR |
| ------------------- | -------------------------------- | ------------------- |
| Núm                 | Ciclista                         | Pos                 |
| 131                 | Juan José Lobato del Valle (ESP) | 109è                |
| 132                 | Rubén Fernández Andújar (ESP)    | 9è                  |
| 133                 | Mikel Iturria Segurola (ESP)     | 53è                 |
| 134                 | Mikel Bizkarra Etxegibel (ESP)   | 15è                 |
| 135                 | Txomin Juaristi (ESP)            | 102è                |
| 136                 | Ibai Azurmendi (ESP)             | 52è                 |
| 137                 | Jokin Aranburu (ESP)             | 119è                |

| Arkéa-Samsic ARK | Arkéa-Samsic ARK         | Arkéa-Samsic ARK |
| ---------------- | ------------------------ | ---------------- |
| Núm              | Ciclista                 | Pos              |
| 141              | Christophe Noppe (BEL)   | 115è             |
| 142              | Thomas Boudat (FRA)      | 93è              |
| 143              | Thibault Guernalec (FRA) | 103è             |
| 144              | Benoît Jarrier (FRA)     | 98è              |
| 145              | Łukasz Owsian (POL)      | 56è              |
| 146              | Anthony Delaplace (FRA)  | 19è              |
| 147              | Florian Vachon (FRA)     | 99è              |

| Riwal Readynez RIW | Riwal Readynez RIW            | Riwal Readynez RIW |
| ------------------ | ----------------------------- | ------------------ |
| Núm                | Ciclista                      | Pos                |
| 151                | Sondre Holst Enger (NOR)      | 110è               |
| 152                | Kristian Aasvold (NOR)        | 33è                |
| 153                | Christoffer Lisson (DEN)      | 83è                |
| 154                | Sindre Lunke (NOR)            | 66è                |
| 155                | Rasmus Christian Quaade (DEN) | DNF-1              |
| 156                | James Shaw (GBR)              | 49è                |
| 157                | Martijn Budding (NED)         | DNF-3              |

| Sport Vlaanderen-Baloise SVB | Sport Vlaanderen-Baloise SVB | Sport Vlaanderen-Baloise SVB |
| ---------------------------- | ---------------------------- | ---------------------------- |
| Núm                          | Ciclista                     | Pos                          |
| 161                          | Amaury Capiot (BEL)          | 100è                         |
| 162                          | Kevin Deltombe (BEL)         | 69è                          |
| 163                          | Edward Planckaert (BEL)      | 78è                          |
| 164                          | Thomas Sprengers (BEL)       | 27è                          |
| 165                          | Aaron Van Poucke (BEL)       | 38è                          |
| 166                          | Emiel Planckaert (BEL)       | 95è                          |
| 167                          | Jordi Warlop (BEL)           | 96è                          |

| Gazprom-RusVelo GAZ | Gazprom-RusVelo GAZ    | Gazprom-RusVelo GAZ |
| ------------------- | ---------------------- | ------------------- |
| Núm                 | Ciclista               | Pos                 |
| 171                 | Ievgueni Xalunov (RUS) | FC-5                |
| 172                 | Marco Canola (ITA)     | DNF-3               |
| 173                 | Anton Kuzmin (KAZ)     | 116è                |
| 174                 | Simone Velasco (ITA)   | 55è                 |
| 175                 | Artiom Nitx (RUS)      | 58è                 |
| 176                 | Aleksei Ribalkin (RUS) | 60è                 |
| 177                 | Denís Nekràssov (RUS)  | DNF-4               |

| Burgos-BH BBH | Burgos-BH BBH                     | Burgos-BH BBH |
| ------------- | --------------------------------- | ------------- |
| Núm           | Ciclista                          | Pos           |
| 181           | Jorge Cubero (ESP)                | 85è           |
| 182           | Pablo Guerrero (ESP)              | 62è           |
| 183           | Willie Smit (RSA)                 | 86è           |
| 184           | Juan Felipe Osorio Arboleda (COL) | 40è           |
| 185           | Diego Rubio Hernández (ESP)       | DNF-1         |
| 186           | Ángel Madrazo Ruiz (ESP)          | 47è           |
| 187           | Óscar Cabedo (ESP)                | 54è           |

| Bingoal-Wallonie Bruxelles WVA | Bingoal-Wallonie Bruxelles WVA | Bingoal-Wallonie Bruxelles WVA |
| ------------------------------ | ------------------------------ | ------------------------------ |
| Núm                            | Ciclista                       | Pos                            |
| 191                            | Jelle Vanendert (BEL)          | 57è                            |
| 192                            | Eliot Lietaer (BEL)            | 43è                            |
| 193                            | Julien Mortier (BEL)           | 63è                            |
| 195                            | Ludovic Robeet (BEL)           | 104è                           |
| 196                            | Franklin Six (BEL)             | 113è                           |

| Equipo Kern Pharma EKP | Equipo Kern Pharma EKP     | Equipo Kern Pharma EKP |
| ---------------------- | -------------------------- | ---------------------- |
| Núm                    | Ciclista                   | Pos                    |
| 201                    | Jaime Castrillo (ESP)      | 25è                    |
| 202                    | Enrique Sanz Unzué (ESP)   | 108è                   |
| 203                    | Iván Moreno (ESP)          | 67è                    |
| 204                    | José Félix Parra (ESP)     | 81è                    |
| 205                    | Urko Berrade (ESP)         | 41è                    |
| 206                    | Roger Adrià Oliveras (ESP) | 31è                    |
| 207                    | Jon Agirre Egaña (ESP)     | 106è                   |

| Astana AST | Astana AST                  | Astana AST |
| ---------- | --------------------------- | ---------- |
| Núm        | Ciclista                    | Pos        |
| 1          | Jakob Fuglsang (DEN)        | 1r         |
| 2          | Ion Izagirre Insausti (ESP) | 4t         |
| 3          | Dmitri Grúzdev (KAZ)        | 124è       |
| 4          | Hugo Houle (CAN)            | 84è        |
| 5          | Vadim Pronskiy (KAZ)        | 30è        |
| 6          | Danil Fominikh (KAZ)        | NP-1       |
| 7          | Nikita Stalnow (KAZ)        | 121è       |

| Jumbo-Visma TJV | Jumbo-Visma TJV          | Jumbo-Visma TJV |
| --------------- | ------------------------ | --------------- |
| Núm             | Ciclista                 | Pos             |
| 11              | Antwan Tolhoek (NED)     | 12è             |
| 12              | Chris Harper (AUS)       | 14è             |
| 13              | Lennard Hofstede (NED)   | 88è             |
| 14              | Taco van der Hoorn (NED) | 92è             |
| 15              | Paul Martens (GER)       | 54è             |
| 16              | Bert-Jan Lindeman (NED)  | 97è             |
| 17              | Tom Leezer (NED)         | NP-5            |

| Mitchelton-Scott MTS | Mitchelton-Scott MTS        | Mitchelton-Scott MTS |
| -------------------- | --------------------------- | -------------------- |
| Núm                  | Ciclista                    | Pos                  |
| 21                   | Jack Haig (AUS)             | 2n                   |
| 22                   | Mikel Nieve Iturralde (ESP) | 13è                  |
| 23                   | Edoardo Affini (ITA)        | 87è                  |
| 24                   | Alexander Edmondson (AUS)   | 80è                  |
| 25                   | Brent Bookwalter (USA)      | 16è                  |
| 26                   | Andrei Zeits (KAZ)          | 11è                  |
| 27                   | Alexander Konychev (ITA)    | 105è                 |

| Movistar Team MOV | Movistar Team MOV           | Movistar Team MOV |
| ----------------- | --------------------------- | ----------------- |
| Núm               | Ciclista                    | Pos               |
| 31                | Marc Soler i Giménez (ESP)  | 8è                |
| 32                | Enric Mas Nicolau (ESP)     | 20è               |
| 33                | Nélson Oliveira (POR)       | 64è               |
| 34                | Antonio Pedrero López (ESP) | 26è               |
| 35                | Jorge Arcas (ESP)           | 46è               |
| 36                | Jürgen Roelandts (BEL)      | 101è              |
| 37                | Sebastián Mora Vedri (ESP)  | 111è              |

| Lotto-Soudal LTS | Lotto-Soudal LTS        | Lotto-Soudal LTS |
| ---------------- | ----------------------- | ---------------- |
| Núm              | Ciclista                | Pos              |
| 41               | Tomasz Marczyński (POL) | 59è              |
| 42               | Sander Armée (BEL)      | 17è              |
| 43               | Matthew Holmes (GBR)    | 114è             |
| 44               | Kobe Goossens (BEL)     | 75è              |
| 45               | Stefano Oldani (ITA)    | 82è              |
| 46               | Harm Vanhoucke (BEL)    | 10è              |
| 47               | Brian van Goethem (NED) | 72è              |

| Bahrain McLaren TBM | Bahrain McLaren TBM                 | Bahrain McLaren TBM |
| ------------------- | ----------------------------------- | ------------------- |
| Núm                 | Ciclista                            | Pos                 |
| 51                  | Mikel Landa Meana (ESP)             | 3r                  |
| 52                  | Peio Bilbao López de Armentia (ESP) | 6è                  |
| 53                  | Mark Padun (UKR)                    | 117è                |
| 54                  | Damiano Caruso (ITA)                | 29è                 |
| 55                  | Sonny Colbrelli (ITA)               | 70è                 |
| 56                  | Matej Mohorič (SLO)                 | 73è                 |
| 57                  | Dylan Teuns (BEL)                   | 5è                  |

| AG2R La Mondiale ALM | AG2R La Mondiale ALM    | AG2R La Mondiale ALM |
| -------------------- | ----------------------- | -------------------- |
| Núm                  | Ciclista                | Pos                  |
| 61                   | Silvan Dillier (SUI)    | 18è                  |
| 62                   | Lawrence Naesen (BEL)   | 79è                  |
| 63                   | Alexis Gougeard (FRA)   | 91è                  |
| 64                   | Oliver Naesen (BEL)     | 32è                  |
| 65                   | Stijn Vandenbergh (BEL) | DNF-3                |
| 66                   | Clément Venturini (FRA) | 48è                  |

| UAE Team Emirates UAD | UAE Team Emirates UAD            | UAE Team Emirates UAD |
| --------------------- | -------------------------------- | --------------------- |
| Núm                   | Ciclista                         | Pos                   |
| 71                    | David de la Cruz Melgarejo (ESP) | DNF-4                 |
| 72                    | Alessandro Covi (ITA)            | 51è                   |
| 73                    | Valerio Conti (ITA)              | 61è                   |
| 74                    | Brandon McNulty (USA)            | 7è                    |
| 75                    | Vegard Stake Laengen (NOR)       | 76è                   |
| 76                    | Yousef Mirza Bani Hammad (UAE)   | NP-1                  |
| 77                    | Edward Ravasi (ITA)              | 24è                   |

| Circus-Wanty Gobert CWG | Circus-Wanty Gobert CWG  | Circus-Wanty Gobert CWG |
| ----------------------- | ------------------------ | ----------------------- |
| Núm                     | Ciclista                 | Pos                     |
| 81                      | Jan Bakelants (BEL)      | 23è                     |
| 82                      | Loïc Vliegen (BEL)       | 71è                     |
| 83                      | Yoann Offredo (FRA)      | DNF-1                   |
| 84                      | Maurits Lammertink (NED) | 42è                     |
| 85                      | Andrea Pasqualon (ITA)   | 65è                     |
| 86                      | Jeremy Bellicaud (FRA)   | DNF-2                   |
| 87                      | Jasper De Plus (BEL)     | DNF-1                   |

| Total Direct Énergie TDE | Total Direct Énergie TDE | Total Direct Énergie TDE |
| ------------------------ | ------------------------ | ------------------------ |
| Núm                      | Ciclista                 | Pos                      |
| 91                       | Niki Terpstra (NED)      | 107è                     |
| 92                       | Romain Sicard (FRA)      | 35è                      |
| 93                       | Julien Simon (FRA)       | 37è                      |
| 94                       | Jérôme Cousin (FRA)      | 118è                     |
| 95                       | Damien Gaudin (FRA)      | 123è                     |
| 96                       | Adrien Petit (FRA)       | 122è                     |
| 97                       | Dries Van Gestel (BEL)   | 77è                      |

| Caja Rural-Seguros RGA CJR | Caja Rural-Seguros RGA CJR      | Caja Rural-Seguros RGA CJR |
| -------------------------- | ------------------------------- | -------------------------- |
| Núm                        | Ciclista                        | Pos                        |
| 101                        | Carmelo Urbano (ESP)            | 127è                       |
| 102                        | Joel Nicolau Beltran (ESP)      | DNF-4                      |
| 103                        | Orluis Aular Sanabria (VEN)     | 50è                        |
| 104                        | Álvaro Cuadros (ESP)            | 21è                        |
| 105                        | Gonzalo Serrano Rodríguez (ESP) | 45è                        |
| 106                        | Sergio Martín (ESP)             | 89è                        |
| 107                        | Jefferson Cepeda (ECU)          | 44è                        |

| B&B Hotels-Vital Concept p/b KTM BVC | B&B Hotels-Vital Concept p/b KTM BVC | B&B Hotels-Vital Concept p/b KTM BVC |
| ------------------------------------ | ------------------------------------ | ------------------------------------ |
| Núm                                  | Ciclista                             | Pos                                  |
| 111                                  | Bryan Coquard (FRA)                  | 94è                                  |
| 112                                  | Kris Boeckmans (BEL)                 | DNF-3                                |
| 113                                  | Jens Debusschere (BEL)               | 112è                                 |
| 114                                  | Julien Morice (FRA)                  | 125è                                 |
| 115                                  | Kévin Réza (FRA)                     | 120è                                 |
| 116                                  | Sebastian Schönberger (AUT)          | 28è                                  |
| 117                                  | Jonas Van Genechten (BEL)            | 126è                                 |

| Alpecin-Fenix AFC | Alpecin-Fenix AFC       | Alpecin-Fenix AFC |
| ----------------- | ----------------------- | ----------------- |
| Núm               | Ciclista                | Pos               |
| 121               | Floris De Tier (BEL)    | 34è               |
| 122               | Petr Vakoč (CZE)        | 68è               |
| 123               | Jimmy Janssens (BEL)    | 39è               |
| 124               | Scott Thwaites (GBR)    | 90è               |
| 125               | Louis Vervaeke (BEL)    | 36è               |
| 126               | Philipp Walsleben (GER) | DNF-3             |
| 127               | Oscar Riesebeek (NED)   | 74è               |

| Fundación-Orbea FOR | Fundación-Orbea FOR              | Fundación-Orbea FOR |
| ------------------- | -------------------------------- | ------------------- |
| Núm                 | Ciclista                         | Pos                 |
| 131                 | Juan José Lobato del Valle (ESP) | 109è                |
| 132                 | Rubén Fernández Andújar (ESP)    | 9è                  |
| 133                 | Mikel Iturria Segurola (ESP)     | 53è                 |
| 134                 | Mikel Bizkarra Etxegibel (ESP)   | 15è                 |
| 135                 | Txomin Juaristi (ESP)            | 102è                |
| 136                 | Ibai Azurmendi (ESP)             | 52è                 |
| 137                 | Jokin Aranburu (ESP)             | 119è                |

| Arkéa-Samsic ARK | Arkéa-Samsic ARK         | Arkéa-Samsic ARK |
| ---------------- | ------------------------ | ---------------- |
| Núm              | Ciclista                 | Pos              |
| 141              | Christophe Noppe (BEL)   | 115è             |
| 142              | Thomas Boudat (FRA)      | 93è              |
| 143              | Thibault Guernalec (FRA) | 103è             |
| 144              | Benoît Jarrier (FRA)     | 98è              |
| 145              | Łukasz Owsian (POL)      | 56è              |
| 146              | Anthony Delaplace (FRA)  | 19è              |
| 147              | Florian Vachon (FRA)     | 99è              |

| Riwal Readynez RIW | Riwal Readynez RIW            | Riwal Readynez RIW |
| ------------------ | ----------------------------- | ------------------ |
| Núm                | Ciclista                      | Pos                |
| 151                | Sondre Holst Enger (NOR)      | 110è               |
| 152                | Kristian Aasvold (NOR)        | 33è                |
| 153                | Christoffer Lisson (DEN)      | 83è                |
| 154                | Sindre Lunke (NOR)            | 66è                |
| 155                | Rasmus Christian Quaade (DEN) | DNF-1              |
| 156                | James Shaw (GBR)              | 49è                |
| 157                | Martijn Budding (NED)         | DNF-3              |

| Sport Vlaanderen-Baloise SVB | Sport Vlaanderen-Baloise SVB | Sport Vlaanderen-Baloise SVB |
| ---------------------------- | ---------------------------- | ---------------------------- |
| Núm                          | Ciclista                     | Pos                          |
| 161                          | Amaury Capiot (BEL)          | 100è                         |
| 162                          | Kevin Deltombe (BEL)         | 69è                          |
| 163                          | Edward Planckaert (BEL)      | 78è                          |
| 164                          | Thomas Sprengers (BEL)       | 27è                          |
| 165                          | Aaron Van Poucke (BEL)       | 38è                          |
| 166                          | Emiel Planckaert (BEL)       | 95è                          |
| 167                          | Jordi Warlop (BEL)           | 96è                          |

| Gazprom-RusVelo GAZ | Gazprom-RusVelo GAZ    | Gazprom-RusVelo GAZ |
| ------------------- | ---------------------- | ------------------- |
| Núm                 | Ciclista               | Pos                 |
| 171                 | Ievgueni Xalunov (RUS) | FC-5                |
| 172                 | Marco Canola (ITA)     | DNF-3               |
| 173                 | Anton Kuzmin (KAZ)     | 116è                |
| 174                 | Simone Velasco (ITA)   | 55è                 |
| 175                 | Artiom Nitx (RUS)      | 58è                 |
| 176                 | Aleksei Ribalkin (RUS) | 60è                 |
| 177                 | Denís Nekràssov (RUS)  | DNF-4               |

| Burgos-BH BBH | Burgos-BH BBH                     | Burgos-BH BBH |
| ------------- | --------------------------------- | ------------- |
| Núm           | Ciclista                          | Pos           |
| 181           | Jorge Cubero (ESP)                | 85è           |
| 182           | Pablo Guerrero (ESP)              | 62è           |
| 183           | Willie Smit (RSA)                 | 86è           |
| 184           | Juan Felipe Osorio Arboleda (COL) | 40è           |
| 185           | Diego Rubio Hernández (ESP)       | DNF-1         |
| 186           | Ángel Madrazo Ruiz (ESP)          | 47è           |
| 187           | Óscar Cabedo (ESP)                | 54è           |

| Bingoal-Wallonie Bruxelles WVA | Bingoal-Wallonie Bruxelles WVA | Bingoal-Wallonie Bruxelles WVA |
| ------------------------------ | ------------------------------ | ------------------------------ |
| Núm                            | Ciclista                       | Pos                            |
| 191                            | Jelle Vanendert (BEL)          | 57è                            |
| 192                            | Eliot Lietaer (BEL)            | 43è                            |
| 193                            | Julien Mortier (BEL)           | 63è                            |
| 195                            | Ludovic Robeet (BEL)           | 104è                           |
| 196                            | Franklin Six (BEL)             | 113è                           |

| Equipo Kern Pharma EKP | Equipo Kern Pharma EKP     | Equipo Kern Pharma EKP |
| ---------------------- | -------------------------- | ---------------------- |
| Núm                    | Ciclista                   | Pos                    |
| 201                    | Jaime Castrillo (ESP)      | 25è                    |
| 202                    | Enrique Sanz Unzué (ESP)   | 108è                   |
| 203                    | Iván Moreno (ESP)          | 67è                    |
| 204                    | José Félix Parra (ESP)     | 81è                    |
| 205                    | Urko Berrade (ESP)         | 41è                    |
| 206                    | Roger Adrià Oliveras (ESP) | 31è                    |
| 207                    | Jon Agirre Egaña (ESP)     | 106è                   |